# Fardeen Kohistani
Fardeen Kohistani (* 15. Juni 1994) ist ein afghanischer Fußballspieler.

## Karriere

### Vereinskarriere
Der Torwart spielte bei Shaheen Asmayee FC in der Afghan Premier League.

### Nationalmannschaft
Sein erstes Länderspiel absolvierte er am 29. Mai 2015 gegen die Laotische Fußballnationalmannschaft. Bislang nahm Fardeen Kohistani an drei Länderspielen für die Afghanische Fußballnationalmannschaft teil.